# Butyl acetat
Butyl axetat có công thức hoá học là CH3COOCH2CH2CH2CH3, tên khác: Butyl acetate, Butyl Acetic Ester, BAC. Đây à một hợp chất hữu cơ thường được sử dụng làm dung môi trong ngành sản xuất sơn và các sản phẩm khác. Do có mùi thơm đặc trưng hương chuối chín, nên trên thị trường butyl axetat thường được gọi là xăng thơm. Chất này cũng được sử dụng làm mùi trái cây tổng hợp trong thực phẩm như kẹo, kem, thực phẩm đóng gói,... Butyl acetate có thể được tìm thấy trong nhiều loại trái cây. Đây là một chất lỏng dễ cháy không màu và có mùi chuối.
Các đồng phân khác của butyl acetate là: isobutyl axetat, tert-butyl axetat, và sec-butyl axetat.

## Mô tả và tính chất
N-butyl acetate, viết tắt "[N-BAC,BAC] là một chất lỏng không màu, trong suốt, độ bay hơi trung bình, có mùi ester đặc trưng.
N-BAC hoà tan tất cả các dung môi hữu cơ như alcohol, ketone, aldehyde, ether, glycol ether, hydrocarbon mạch thẳng nhưng tan ít trong nước.
N-BAC cũng hoà tan nitrate cellulose, polymer, nhựa và dầu. Nó là dung môi quan trọng trong công nghiệp sơn, thuộc da, giấy, hoá chất.

## Sản xuất
Butyl acetates thường được sản xuất thông qua việc este hóa một đồng phân butanol và axit acetic với chất xúc tác là axít sulfuric dưới điều kiện chạy ngược chiều nhau.

## Ứng dụng
N-Butyl acetate là dung môi quan trọng trong công nghiệp sơn. Nó có khả năng hoà tan tốt nitrat cellulose, nhựa, polymer, dầu và chất béo.
Độ bay hơi của N-Butyl acetate rất thuận lợi cho các ứng dụng và làm khô, nó chống đục sơn và hiệu ứng da cam cho màng sơn. Vì thế nó tạo ra màng sơn có độ dàn đều và độ bóng tốt.
Trong ứng dụng này, N-Butyl acetate được dùng chung với N-butanol (tăng khả năng chống đục, tăng khả năng hoà tan trong nhiều trường hợp, và giảm độ nhớt của dung dịch).
Không được thêm N-butyl acetate vào sơn có nhóm OH tự do như sơn urethane.
N-butyl acetate cũng được dùng rộng rãi làm chất ly trích trong bào chế dược, là thành phần của chất tẩy rửa, hương liệu do các tính chất: hấp thụ nước thấp, khả năng chóng lại sự thủy phân, và khả năng hoà tan tốt.